# Philipp Hartl

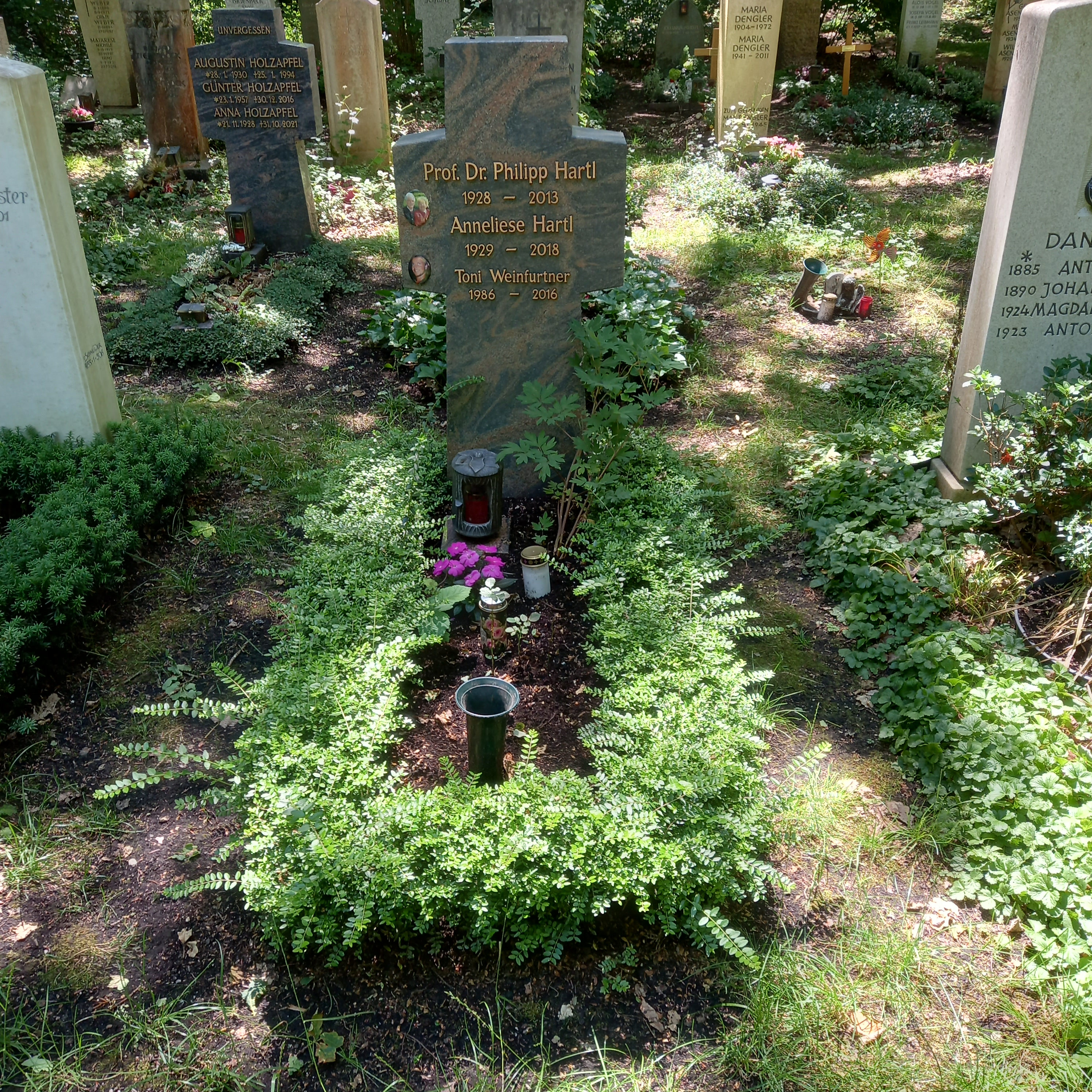
Das Grab von Philipp Hartl und seiner Ehefrau Anneliese im Familiengrab auf dem Waldfriedhof (München)

Philipp Hartl (* 14. Dezember 1928 in Viechtach; † 7. Dezember 2013) war ein deutscher Physiker. Ab Anfang der 1980er Jahre forschte und lehrte er als Professor an der Universität Stuttgart im Fachbereich Navigation. Von 1986 bis 1990 war er Prorektor für die Lehre, 1987 vertrat er den im Amt verstorbenen Rektor Hartmut Zwicker.
Vor seiner Berufung an das Institut für Flugnavigation – als Nachfolger von Karl Ramsayer, des Institutsgründers und langjährigen Direktors – war Hartl in der Industrie (Luft- und Raumfahrttechnik) in leitender Stellung tätig. Am Navigationsinstitut sah er es als seine Hauptaufgabe, die bis dahin vorherrschende Entwicklungsarbeit im Bereich der Koppelnavigation um die neuen Verfahren der Satellitenortung zu ergänzen (siehe GPS und GNSS). Entwicklungs- und Forschungsthemen waren auch Fernerkundung (unter anderem für die ERS-Satelliten und mittels SAR-Radar), Dopplernavigation in der Raumfahrt, der Fernmeldesatellit Symphonie, sowie im Flugzeugbau Simulationen und Modellierungen am Superrechner Cray-2.
Hartl war unter anderem Mitglied der Deutschen Akademie der Technikwissenschaften (Acatech) sowie der Heidelberger Akademie der Wissenschaften und seit seiner Emeritierung (ca. 1995) in den Themennetzwerken Gesundheits- und Informationstechnologie tätig. Sein Nachfolger als Institutsvorstand ist Alfred Kleusberg. Er erhielt im Jahr 1996 das Bundesverdienstkreuz erster Klasse. Von den Wissenschaftspreisen wurde ihm der Johann-Maria-Boykow-Preis und die Wolfgang Martini Plakette verliehen.

## Schriften (Auswahl)
- Zur Bestimmung der Genauigkeit von bezugspunktabhängigen Funkortungssystemen (= Bericht der Deutschen Versuchsanstalt für Luftfahrt). Vereinigte Universitäts- und Fachbuchhandlungen, Köln 1961 (Dissertation, TH Stuttgart, 1961).
- Die Bedeutung der Doppler- und Laufzeitmessung für erdferne Raumfahrt-Missionen (= Luft- und Raumfahrt. Bd. 73,104). Deutsche Forschungs- und Versuchsanstalt für Luft- und Raumfahrt, Porz 1973 (Habilitationsschrift, TU München, 1973).
- Fernwirktechnik der Raumfahrt: Telemetrie, Telekommando, Bahnvermessung. Springer, Berlin 1977; 2., völlig neubearbeitete und erweiterte Auflage 1988.